# Otsheriidae
Famille
Les Otsheriidae sont une famille fossile de thérapsides anomodontes herbivores ayant vécu durant le Permien dans l'actuelle Russie, il y entre 267 et 260 millions d'années.

## Liste des sous-taxons
Ce genre n'est représenté par aucun sous-taxon.

## Systématique
La famille des Otsheriidae a été créée en 1960 par le géologue et paléontologue russe Petr Konstantinovich Tchudinov (d) (1922-2002).